# Stéfano Souza Pinho
Stéfano Souza Pinho (São João Nepomuceno, 12 gennaio 1991) è un calciatore brasiliano, attaccante dell'Aparecidense.

## Caratteristiche tecniche
È un centravanti.

## Carriera
Ha esordito in MLS il 4 marzo 2018 con la maglia dell'Orlando City in occasione dell'incontro pareggiato 1-1 contro il D.C. United.